# Мантелетта
Мантелетта (італ. Mantelletta) — накидка без рукавів, елемент одягу високопоставленого духовенства римо-католицької церкви.

## Історія
Різновид мантії під назвою «mantellum» у період Середньовіччя носили кардинали і єпископи. Згодом її змінений варіант отримав назву мантелетта.
Мантелетта являє собою відкриту спереду накидку, без рукавів, з боковими розрізами, довжиною приблизно до колін. Право носити мантелетту мають кардинали, єпископи, абати і апостольські протонотарі, у першу чергу протонотарі «de numero».
Кардинали носять мантелетту червоного кольору, решта фіолетову або чорну з фіолетовою облямівкою. У кардиналів та єпископів, що належать до чернечого ордену, колір мантелетти може відповідати прийнятому в ордені. Кардинал може носити одночасно моццетту і мантелетту. До літургійних реформ Другого Ватиканського собору було прийнято, щоб єпископи і архієпископи носили мантелетту замість моццетти за межами своїх єпархій, тепер це правило не є обов'язковим.